# Здрапць
Здрапць, Здрапці (рум. Zdrapți) — село у повіті Хунедоара в Румунії. Входить до складу комуни Крішчор.
Село розташоване на відстані 316 км на північний захід від Бухареста, 31 км на північ від Деви, 88 км на південний захід від Клуж-Напоки, 134 км на схід від Тімішоари.

## Населення
За даними перепису населення 2002 року у селі проживала 971 особа, з них 970 осіб (99,9%) румунів. Усі жителі села рідною мовою назвали румунську.